# Idiosepius
Idiosepius is een geslacht van inktvissen uit de familie Idiosepiidae.
De soorten van dit geslacht zijn van geen commercieel belang voor de visserij

## Soorten
- Idiosepius hallami A. Reid & Strugnell, 2018
- Idiosepius minimus (d'Orbigny [in Férussac & d'Orbigny], 1835)
- Idiosepius paradoxus (Ortmann, 1888)
- Idiosepius picteti (Joubin, 1894)
- Idiosepius pygmaeus Steenstrup, 1881
- Idiosepius thailandicus Chotiyaputta, Okutani & Chaitiamvong, 1991

### Synoniemen
- Idiosepius biserialis Voss, 1962 => Idiosepius minimus (d'Orbigny [in Férussac & d'Orbigny], 1835)
- Idiosepius macrocheir Voss, 1962 => Idiosepius minimus (d'Orbigny [in Férussac & d'Orbigny], 1835)
- Idiosepius notoides Berry, 1921 => Xipholeptos notoides (Berry, 1921)